# Morti nel 1892
| Questa pagina contiene informazioni ricavate automaticamente dalle voci biografiche con l'ausilio del template Bio e di un bot. L'aggiornamento è periodico e automatico e ricostruisce completamente la pagina. Se manca una persona in questa lista, sei pregato di non aggiungerla, ma accertati piuttosto che la sua voce biografica contenga il template Bio e che i dati anagrafici siano correttamente compilati. Se il template Bio manca, inseriscilo tu stesso o, in alternativa, metti l'avviso {{tmp\|Bio}} che ne segnala la mancanza. Se i dati riportati sono sbagliati, correggi direttamente la voce biografica; le modifiche saranno visibili in questa lista entro pochi giorni. Per chiarimenti vedi il progetto biografie. La lista contiene solo le 421 persone che sono citate nell'enciclopedia e per le quali è stato implementato correttamente il template Bio. Pagina aggiornata al 18 ago 2025. |

## Gennaio(66)
- 1º gennaio - Antoine-Nicolas Bailly, architetto francese (n. 1810)
- 1º gennaio - Heribert Höffern von Saalfeld, generale austriaco (n. 1822)
- 1º gennaio - Beniamino Montemerlo, avvocato e politico italiano (n. 1823)
- 2 gennaio - George Biddell Airy, astronomo e matematico inglese (n. 1801)
- 2 gennaio - Lorenzo Bianchini, pittore italiano (n. 1825)
- 2 gennaio - Pietro Venturi, avvocato e politico italiano (n. 1824)
- 3 gennaio - Maria Baderna, danzatrice italiana (n. 1828)
- 3 gennaio - Giovanni Fraccia, archeologo e numismatico italiano (n. 1824)
- 3 gennaio - Émile de Laveleye, economista e saggista belga (n. 1822)
- 3 gennaio - Heinrich Schröter, matematico tedesco (n. 1829)
- 3 gennaio - Francesco Siliprandi, patriota italiano (n. 1816)
- 4 gennaio - Cesare Bardesono di Rigras, prefetto e politico italiano (n. 1833)
- 4 gennaio - Alessandro Capanna, francescano e compositore italiano (n. 1814)
- 4 gennaio - Alessandro Cavagnari, magistrato e politico italiano (n. 1801)
- 4 gennaio - Frederick Richards Leyland, armatore e collezionista d'arte britannico (n. 1831)
- 4 gennaio - Paolo Volpi Manni, politico italiano (n. 1828)
- 5 gennaio - Pietro di Borbone-Spagna, nobile spagnolo (n. 1862)
- 5 gennaio - Francesco Saluto, magistrato e giurista italiano (n. 1809)
- 7 gennaio - Elisabeth von Herzogenberg, pianista, compositrice e filantropa tedesca (n. 1847)
- 7 gennaio - Ernst Wilhelm von Brücke, medico tedesco (n. 1819)
- 7 gennaio - Tawfīq Pascià, sovrano egiziano (n. 1852)
- 9 gennaio - Odon Thibaudier, arcivescovo cattolico francese (n. 1823)
- 10 gennaio - Agostino Casini, politico italiano (n. 1848)
- 10 gennaio - Heinrich Dorn, direttore d'orchestra, compositore e giornalista tedesco (n. 1804)
- 10 gennaio - Sebastiano Grandis, ingegnere italiano (n. 1817)
- 11 gennaio - Julie Feurgard, pittrice francese (n. 1859)
- 12 gennaio - Salvatore Magnasco, arcivescovo cattolico italiano (n. 1806)
- 12 gennaio - Antonio Maria Pucci, presbitero italiano (n. 1819)
- 12 gennaio - Jean Louis Armand de Quatrefages de Bréau, zoologo e antropologo francese (n. 1810)
- 12 gennaio - Domenico Turazza, matematico e politico italiano (n. 1813)
- 13 gennaio - Ernesto Pochintesta, pittore italiano (n. 1840)
- 14 gennaio - Alberto Vittorio, duca di Clarence e Avondale, nobile britannico (n. 1864)
- 14 gennaio - Henry Edward Manning, cardinale e arcivescovo cattolico britannico (n. 1808)
- 14 gennaio - Robert Ransom, generale statunitense (n. 1828)
- 14 gennaio - Giovanni Simeoni, cardinale e arcivescovo cattolico italiano (n. 1816)
- 14 gennaio - Matteo II Thun, nobile, mecenate e collezionista d'arte italiano (n. 1812)
- 14 gennaio - František Alexandr Zach, militare ceco (n. 1807)
- 15 gennaio - Achille De Zigno, botanico, geologo e paleontologo italiano (n. 1813)
- 15 gennaio - Bartolomeo Malfatti, geografo, storico e etnografo italiano (n. 1828)
- 15 gennaio - Randolph Rogers, scultore statunitense (n. 1825)
- 16 gennaio - Émilien de Nieuwerkerke, scultore, collezionista d'arte e funzionario francese (n. 1811)
- 16 gennaio - Kraft di Hohenlohe-Ingelfingen, generale, scrittore e principe tedesco (n. 1827)
- 16 gennaio - Robert Watson Willis, calciatore e sportivo inglese (n. 1843)
- 17 gennaio - Enrico Frati, archivista italiano (n. 1816)
- 17 gennaio - Antonio Spezia, ingegnere e architetto italiano (n. 1814)
- 17 gennaio - Auguste Viard, attivista francese (n. 1836)
- 18 gennaio - Anton Anderledy, gesuita svizzero (n. 1819)
- 18 gennaio - Michal Miloslav Bakulíny, insegnante e patriota slovacco (n. 1819)
- 18 gennaio - Giovanni Maria Cornoldi, gesuita e giornalista italiano (n. 1822)
- 18 gennaio - Vincenzo Marinelli, pittore italiano (n. 1819)
- 18 gennaio - Carlo Salvatore d'Asburgo-Lorena, nobile italiano (n. 1839)
- 20 gennaio - Orazio Dogliotti, generale e scrittore italiano (n. 1832)
- 21 gennaio - John Couch Adams, matematico britannico (n. 1819)
- 21 gennaio - Joseph Contini, pittore italiano (n. 1827)
- 21 gennaio - Marcellino Roda, architetto del paesaggio italiano (n. 1814)
- 21 gennaio - Muhammad Bahadur Khanji III, principe indiano (n. 1856)
- 22 gennaio - Alexander Gordon-Lennox, politico e militare inglese (n. 1825)
- 24 gennaio - Henri Baudrillart, economista e giornalista francese (n. 1821)
- 24 gennaio - Adelaide Tessero, attrice teatrale italiana (n. 1842)
- 25 gennaio - Gaspare Botto, matematico italiano (n. 1811)
- 25 gennaio - Konstantin Nikolaevič Romanov, nobile russo (n. 1827)
- 26 gennaio - Ludovica di Baviera, principessa tedesca (n. 1808)
- 26 gennaio - Wesley Newcomb, medico statunitense (n. 1818)
- 26 gennaio - Eduard de Stoeckl, diplomatico russo (n. 1804)
- 29 gennaio - Luisa Recalchi Grillenzoni, educatrice italiana (n. 1814)
- 31 gennaio - Charles Spurgeon, predicatore britannico (n. 1834)

## Febbraio(25)
- 2 febbraio - Chiaffredo Bergia, carabiniere italiano (n. 1840)
- 2 febbraio - Ludwig Eichrodt, drammaturgo e poeta tedesco (n. 1827)
- 3 febbraio - Alessandro Bottero, basso italiano (n. 1831)
- 5 febbraio - Emilie Flygare-Carlén, scrittrice svedese (n. 1807)
- 5 febbraio - Stephan Schulzer von Müggenburg, micologo ungherese (n. 1802)
- 6 febbraio - Reginaldo Ansidei, politico italiano (n. 1823)
- 6 febbraio - Santo Bertelli, pittore e scultore italiano (n. 1840)
- 7 febbraio - Edoardo de Launay, diplomatico italiano (n. 1820)
- 8 febbraio - Achille Sannia, matematico e politico italiano (n. 1822)
- 9 febbraio - Giotto Ulivi, presbitero italiano (n. 1820)
- 10 febbraio - Tito Cacace, politico italiano (n. 1800)
- 11 febbraio - Angelo Colla, architetto, restauratore e decoratore italiano (n. 1827)
- 11 febbraio - James Augustus Grant, esploratore britannico (n. 1827)
- 13 febbraio - Vasilij Vasil'evič Junker, esploratore russo (n. 1840)
- 13 febbraio - Joseph Lambert Massart, violinista belga (n. 1811)
- 13 febbraio - Provo Wallis, ammiraglio britannico (n. 1791)
- 16 febbraio - Henry Walter Bates, biologo, esploratore e entomologo inglese (n. 1825)
- 17 febbraio - Francesco Paolo Perez, politico, scrittore e critico letterario italiano (n. 1812)
- 20 febbraio - Hermann Kopp, chimico tedesco (n. 1817)
- 21 febbraio - Emilio Broglio, politico italiano (n. 1814)
- 23 febbraio - Pasquale Lucchini, ingegnere e architetto svizzero (n. 1798)
- 23 febbraio - Gaspard Mermillod, cardinale e vescovo cattolico svizzero (n. 1824)
- 27 febbraio - Anne Clough, attivista e educatrice britannica (n. 1820)
- 27 febbraio - Louis Vuitton, imprenditore francese (n. 1821)
- 28 febbraio - George Washington Cullum, militare statunitense (n. 1809)

## Marzo(35)
- 2 marzo - Ferdinando Buonamici, pittore italiano (n. 1820)
- 2 marzo - Niccolò Ferracciu, avvocato e politico italiano (n. 1815)
- 3 marzo - Camillo Brambilla, numismatico italiano (n. 1809)
- 4 marzo - Noah Porter, filosofo statunitense (n. 1811)
- 5 marzo - Vincenzo Pugliese Giannone, politico italiano (n. 1819)
- 6 marzo - Étienne Arago, politico e commediografo francese (n. 1802)
- 6 marzo - Giuseppe Ciampi, basso italiano (n. 1832)
- 6 marzo - Alice James, scrittrice statunitense (n. 1848)
- 6 marzo - Edwards Pierrepont, politico e avvocato statunitense (n. 1817)
- 8 marzo - Giovan Battista di Crollalanza, storico, genealogista e araldista italiano (n. 1819)
- 9 marzo - Benno Adam, pittore tedesco (n. 1812)
- 9 marzo - Sereno Watson, botanico statunitense (n. 1826)
- 10 marzo - Rudolph Feilding, VIII conte di Denbigh, nobile inglese (n. 1823)
- 11 marzo - Archibald Scott Couper, chimico scozzese (n. 1831)
- 13 marzo - Antonio Colomberti, attore teatrale e scrittore italiano (n. 1806)
- 13 marzo - Hermann Fol, zoologo svizzero (n. 1845)
- 13 marzo - Luigi IV d'Assia, sovrano (n. 1837)
- 14 marzo - Henry Brand, I visconte Hampden, politico inglese (n. 1814)
- 14 marzo - Carl Siegmund Franz Credé, ginecologo tedesco (n. 1819)
- 15 marzo - Carlo Egon III di Fürstenberg, principe, generale e politico tedesco (n. 1820)
- 15 marzo - Fëdor Solncev, archeologo e pittore russo (n. 1801)
- 16 marzo - Edward Augustus Freeman, storico inglese (n. 1823)
- 17 marzo - Adolf Gaspary, filologo e letterato tedesco (n. 1849)
- 21 marzo - Anthon van Rappard, pittore olandese (n. 1858)
- 21 marzo - Annibale de Gasparis, astronomo, matematico e politico italiano (n. 1819)
- 23 marzo - Henry Wreford, giornalista e critico d'arte inglese (n. 1806)
- 24 marzo - Michele De Napoli, pittore e politico italiano (n. 1808)
- 26 marzo - Walt Whitman, poeta, scrittore e giornalista statunitense (n. 1819)
- 27 marzo - Francesco Francesconi, religioso e filosofo italiano (n. 1823)
- 28 marzo - Constantin von Alvensleben, generale prussiano (n. 1809)
- 28 marzo - Sebastiano Brigidi, patriota, politico e bibliotecario italiano (n. 1804)
- 28 marzo - Orestes Brownson, editore, educatore e giornalista statunitense (n. 1828)
- 29 marzo - William Bowman, chirurgo e anatomista britannico (n. 1816)
- 29 marzo - Joseph di Riquet de Caraman-Chimay, diplomatico e politico belga (n. 1836)
- 29 marzo - Paul von Roth, giurista tedesco (n. 1820)

## Aprile(31)
- 1º aprile - Justus Ludwig Adolph Roth, geologo e mineralogista tedesco (n. 1818)
- 3 aprile - Gaetano Bianchi, pittore e restauratore italiano (n. 1819)
- 3 aprile - Giuseppe Borchetta, patriota e ingegnere italiano (n. 1827)
- 4 aprile - José María Castro Madriz, politico costaricano (n. 1818)
- 5 aprile - Isacco Maurogonato Pesaro, politico italiano (n. 1817)
- 5 aprile - Giuseppe Salvatore Pianell, generale e politico italiano (n. 1818)
- 7 aprile - Jules René Bourguignat, zoologo e naturalista francese (n. 1829)
- 9 aprile - Bay Middleton, fantino inglese (n. 1846)
- 11 aprile - Carl Paul Caspari, storico, saggista e docente norvegese (n. 1814)
- 11 aprile - Štefan Marko Daxner, avvocato, politico e poeta slovacco (n. 1822)
- 12 aprile - Tito Chelazzi, pittore italiano (n. 1834)
- 13 aprile - Heinrich Natter, scultore austriaco (n. 1844)
- 15 aprile - Amelia Edwards, scrittrice, giornalista e egittologa inglese (n. 1831)
- 15 aprile - Eduard August von Regel, botanico tedesco (n. 1815)
- 17 aprile - Alexander Mackenzie, politico canadese (n. 1822)
- 17 aprile - Ignaz von Schäffer, diplomatico e nobile austriaco (n. 1821)
- 18 aprile - Agostino Todaro, giurista, botanico e politico italiano (n. 1818)
- 19 aprile - Friedrich von Bodenstedt, scrittore tedesco (n. 1819)
- 21 aprile - Filippo Sacchini, avvocato italiano (n. 1827)
- 21 aprile - Maria Anne Wyndham, nobildonna inglese (n. 1819)
- 21 aprile - Alessandrina di Prussia, principessa (n. 1803)
- 22 aprile - Josep Maria Bocabella, filantropo spagnolo (n. 1815)
- 22 aprile - Édouard Lalo, compositore francese (n. 1823)
- 24 aprile - Hippolyte Violeau, letterato e scrittore francese (n. 1818)
- 25 aprile - Heinrich Franz Carl Billotte, pittore tedesco (n. 1801)
- 25 aprile - Francesco Proto, politico italiano (n. 1821)
- 25 aprile - Paul-François Puginier, vescovo cattolico e missionario francese (n. 1835)
- 25 aprile - William Backhouse Astor, Jr., imprenditore statunitense (n. 1829)
- 28 aprile - Ludvig Holstein-Holsteinborg, politico danese (n. 1815)
- 30 aprile - Aurelio Abela de la Torre, compositore di scacchi spagnolo (n. 1843)
- 30 aprile - Jean-Baptiste Frener, incisore, disegnatore e numismatico svizzero (n. 1821)

## Maggio(21)
- 1º maggio - Francesco Lamperti, compositore italiano (n. 1813)
- 2 maggio - Hermann Burmeister, zoologo e entomologo tedesco (n. 1807)
- 5 maggio - Alfred Grévin, disegnatore e scultore francese (n. 1827)
- 5 maggio - August Wilhelm von Hofmann, chimico tedesco (n. 1818)
- 6 maggio - Ernest Guiraud, compositore francese (n. 1837)
- 6 maggio - Orazio Spanna, giurista, avvocato e alpinista italiano (n. 1834)
- 8 maggio - James Thomson, fisico, ingegnere e inventore britannico (n. 1822)
- 10 maggio - Fanny Churberg, pittrice finlandese (n. 1845)
- 14 maggio - Pius Bonifacius Gams, storico, presbitero e monaco cristiano tedesco (n. 1816)
- 16 maggio - Gaetano Bettoni, politico e magistrato italiano (n. 1814)
- 17 maggio - Claudius Popelin, artigiano, poeta e pittore francese (n. 1822)
- 18 maggio - Alexis Bouvier, romanziere, librettista e paroliere francese (n. 1836)
- 18 maggio - Jules de Laveaucoupet, generale francese (n. 1806)
- 21 maggio - Raffaele Aloisio, pittore italiano (n. 1811)
- 21 maggio - Maurizio Gerbaix de Sonnaz, generale e politico italiano (n. 1816)
- 21 maggio - August Horislav Škultéty, scrittore, insegnante e pastore protestante slovacco (n. 1819)
- 24 maggio - S. Karonin, scrittore e politico russo (n. 1853)
- 25 maggio - Manuel Silvela y de Le Vielleuze, avvocato, scrittore e politico spagnolo (n. 1830)
- 29 maggio - Bahá'u'lláh, profeta e nobile iraniano (n. 1817)
- 31 maggio - Ettore Tommaso Fantoni, pittore italiano (n. 1822)
- 31 maggio - Theodor Meynert, medico tedesco (n. 1833)

## Giugno(29)
- 1º giugno - Pio Fedi, scultore italiano (n. 1816)
- 1º giugno - Louis Janmot, pittore e poeta francese (n. 1814)
- 2 giugno - Francesco Nobile, politico italiano (n. 1824)
- 2 giugno - Diodato Pallieri, politico italiano (n. 1813)
- 2 giugno - Robert Templeton, naturalista, entomologo e disegnatore irlandese (n. 1802)
- 3 giugno - Jean-Marie Bonnassieux, scultore francese (n. 1810)
- 8 giugno - Dumitru Brătianu, politico rumeno (n. 1818)
- 8 giugno - Robert Ford, pistolero statunitense (n. 1861)
- 9 giugno - Emmanuele Rocco, filologo italiano (n. 1811)
- 9 giugno - Yoshitoshi, incisore, pittore e poeta giapponese (n. 1839)
- 10 giugno - Charles Fenerty, inventore e poeta canadese (n. 1821)
- 11 giugno - Giovanna Rossi-Caccia, soprano spagnolo (n. 1818)
- 12 giugno - Johann Eduard Erdmann, filosofo tedesco (n. 1805)
- 14 giugno - Eugène Borel, politico svizzero (n. 1835)
- 15 giugno - Scipione Salviati, nobile e politico italiano (n. 1823)
- 17 giugno - Vincenzo Abati, patriota e avvocato italiano (n. 1810)
- 17 giugno - Domenico Giuli, politico italiano (n. 1818)
- 19 giugno - Lucio Tasca, politico italiano (n. 1820)
- 20 giugno - Luigi Bettinelli, pittore e incisore italiano (n. 1824)
- 20 giugno - Albert Wolff, scultore tedesco (n. 1814)
- 21 giugno - Angelo Valvassori, politico italiano (n. 1811)
- 24 giugno - Riccardo De Paolis, matematico italiano (n. 1854)
- 24 giugno - Henry Lascelles, IV conte di Harewood, nobile inglese (n. 1824)
- 25 giugno - Jan Čerskij, paleontologo, geografo e geologo polacco (n. 1845)
- 26 giugno - Félix Brissot de Warville, pittore francese (n. 1818)
- 26 giugno - Augusto Theodoli, cardinale italiano (n. 1819)
- 28 giugno - Harry Atkinson, politico neozelandese (n. 1831)
- 29 giugno - Jean-Gustave Courcelle-Seneuil, economista e giornalista francese (n. 1813)
- 29 giugno - Amédée Mouchez, astronomo francese (n. 1821)

## Luglio(27)
- 1º luglio - Luigi Bonelli, politico, magistrato e avvocato italiano (n. 1811)
- 3 luglio - Giovanni Flechia, glottologo e indologo italiano (n. 1811)
- 4 luglio - Antonio Maria de Pol, vescovo cattolico italiano (n. 1836)
- 5 luglio - Enrico Fardella, generale e politico italiano (n. 1821)
- 5 luglio - Ercole Magnaguti, politico italiana (n. 1832)
- 8 luglio - Francesco Battaglini, cardinale e arcivescovo cattolico italiano (n. 1823)
- 9 luglio - Giuseppe Marino Garibotto, patriota e militare italiano (n. 1840)
- 11 luglio - Ettore Borgia, politico italiano (n. 1802)
- 11 luglio - Francesco Maria Imparati, arcivescovo cattolico italiano (n. 1838)
- 11 luglio - Ravachol, anarchico francese (n. 1859)
- 12 luglio - Alexander Cartwright, dirigente sportivo statunitense (n. 1820)
- 12 luglio - Cyrus West Field, imprenditore statunitense (n. 1819)
- 14 luglio - Newton Booth, politico statunitense (n. 1825)
- 14 luglio - Grigore Manolescu, attore teatrale rumeno (n. 1857)
- 14 luglio - Gaetano Palloni, compositore italiano (n. 1831)
- 15 luglio - Ulrika Victoria Åberg, pittrice finlandese (n. 1824)
- 16 luglio - Felice Giordano, ingegnere, geologo e alpinista italiano (n. 1825)
- 16 luglio - Charles de Lorencez, generale francese (n. 1814)
- 17 luglio - Carlo Cafiero, filosofo e anarchico italiano (n. 1846)
- 18 luglio - Thomas Cook, pastore protestante e imprenditore britannico (n. 1808)
- 18 luglio - Giuseppe D'Annibale, cardinale italiano (n. 1815)
- 19 luglio - Vittorio Ellena, politico italiano (n. 1844)
- 20 luglio - Alessandro Mantovani, pittore e decoratore italiano (n. 1814)
- 21 luglio - Léon Cladel, scrittore e romanziere francese (n. 1835)
- 26 luglio - Giuseppe Borselli, politico italiano (n. 1809)
- 29 luglio - Horatio Nelson White, architetto statunitense (n. 1814)
- 30 luglio - Alexander von Huebner, diplomatico, scrittore e nobile austriaco (n. 1811)

## Agosto(26)
- 1º agosto - Allen Bathurst, VI conte Bathurst, nobile e politico britannico (n. 1832)
- 1º agosto - Speed Smith Fry, generale, giudice e avvocato statunitense (n. 1817)
- 2 agosto - Rafael Rodríguez Arias, ammiraglio e politico spagnolo (n. 1823)
- 3 agosto - Christophe-Ernest Bonjean, arcivescovo cattolico francese (n. 1823)
- 3 agosto - Johann August Nauck, filologo classico tedesco (n. 1822)
- 4 agosto - Theodor Engelbrecht, medico tedesco (n. 1813)
- 4 agosto - Ernestine Rose, attivista polacca (n. 1810)
- 6 agosto - Adrien Decourcelle, commediografo e drammaturgo francese (n. 1821)
- 6 agosto - Paolo Mossa, poeta italiano (n. 1821)
- 8 agosto - Sulayman Pascià, generale ottomano (n. 1838)
- 8 agosto - Francesco Rubini, patriota, politico e avvocato italiano (n. 1817)
- 9 agosto - James William Denver, politico, generale e avvocato statunitense (n. 1817)
- 10 agosto - Federico de Comelli von Stuckenfeld, ingegnere e speleologo italiano (n. 1826)
- 11 agosto - Enrico Betti, matematico italiano (n. 1823)
- 14 agosto - Filippo Severati, pittore italiano (n. 1819)
- 18 agosto - Vincenzo De Vit, lessicografo e latinista italiano (n. 1811)
- 18 agosto - George Montagu, VIII duca di Manchester, nobile e politico inglese (n. 1853)
- 18 agosto - Zelia Trebelli-Bettini, cantante lirica francese (n. 1836)
- 20 agosto - Friedrich von Fürstenberg, cardinale e arcivescovo cattolico austriaco (n. 1813)
- 21 agosto - Francesco Barzaghi, scultore italiano (n. 1839)
- 22 agosto - Alfonso Simonetti, pittore italiano (n. 1840)
- 23 agosto - Carolina Pepoli, nobile, attivista e politica italiana (n. 1824)
- 23 agosto - Manuel Deodoro da Fonseca, militare e politico brasiliano (n. 1827)
- 28 agosto - Giulio Bellinzaghi, politico italiano (n. 1818)
- 29 agosto - Jules Perrot, ballerino e coreografo francese (n. 1810)
- 30 agosto - Aman ul-Mulk, principe indiano (n. 1821)

## Settembre(23)
- 4 settembre - Ercole Nardi, archeologo italiano (n. 1819)
- 4 settembre - Ferdinand von Rosenzweig, militare e ingegnere austriaco (n. 1812)
- 7 settembre - John Greenleaf Whittier, poeta e giornalista statunitense (n. 1807)
- 8 settembre - Enrico Cialdini, nobile, generale e diplomatico italiano (n. 1811)
- 8 settembre - Martino Speciale Costarelli, politico italiano (n. 1827)
- 11 settembre - Arthur Capell, VI conte di Essex, nobile inglese (n. 1803)
- 11 settembre - Augusto Antonio Vicentini, arcivescovo cattolico italiano (n. 1829)
- 12 settembre - August Müller, orientalista tedesco (n. 1848)
- 12 settembre - Grazioso Spazzi, scultore italiano (n. 1816)
- 12 settembre - Prospero Viani, filologo, biografo e bibliotecario italiano (n. 1812)
- 16 settembre - Giuseppe Albeggiani, matematico italiano (n. 1818)
- 16 settembre - Judah Leib Gordon, poeta e scrittore russo (n. 1830)
- 16 settembre - Edward Henry Howard, cardinale e arcivescovo cattolico britannico (n. 1829)
- 17 settembre - Rudolf von Jhering, giurista tedesco (n. 1818)
- 18 settembre - James B. Francis, ingegnere inglese (n. 1815)
- 20 settembre - George Croom Robertson, filosofo scozzese (n. 1842)
- 22 settembre - George Sutherland-Leveson-Gower, III duca di Sutherland, politico inglese (n. 1828)
- 22 settembre - Francesco Sangalli, compositore italiano (n. 1820)
- 23 settembre - John Pope, generale statunitense (n. 1822)
- 24 settembre - Francesco di Borbone-Due Sicilie, principe (n. 1827)
- 28 settembre - Carl Moritz Gottsche, botanico tedesco (n. 1808)
- 28 settembre - Stanislas Lépine, pittore francese (n. 1835)
- 29 settembre - François-Jean-Marie Laouënan, missionario e vescovo cattolico francese (n. 1822)

## Ottobre(36)
- 2 ottobre - Teréz Karacs, scrittrice, educatrice e attivista ungherese (n. 1808)
- 2 ottobre - Pietro Pellizzari, medico italiano (n. 1823)
- 2 ottobre - Ernest Renan, filosofo, filologo e storico delle religioni francese (n. 1823)
- 3 ottobre - Giovanni Luigi Malvezzi de' Medici, politico, patriota e letterato italiano (n. 1819)
- 3 ottobre - Paul Peel, pittore canadese (n. 1860)
- 4 ottobre - Juan Antonio Pérez Bonalde, scrittore, poeta e traduttore venezuelano (n. 1846)
- 5 ottobre - George-Albert Aurier, scrittore e critico d'arte francese (n. 1865)
- 5 ottobre - Angelo Marescotti, economista e politico italiano (n. 1815)
- 5 ottobre - Giovanni Ricci, militare e politico italiano (n. 1813)
- 5 ottobre - Attilio Valentini, giornalista italiano (n. 1859)
- 5 ottobre - Eugène de Sartiges, diplomatico e scrittore francese (n. 1809)
- 6 ottobre - Alfred Tennyson, poeta inglese (n. 1809)
- 7 ottobre - Thomas Woolner, scultore e poeta inglese (n. 1825)
- 9 ottobre - Pierre Marie Arthur Morelet, zoologo francese (n. 1809)
- 10 ottobre - Édouard Hentsch, banchiere svizzero (n. 1829)
- 12 ottobre - Gioacchino Boyl, ammiraglio e politico italiano (n. 1815)
- 12 ottobre - Carlo Figoli, politico italiano (n. 1808)
- 13 ottobre - August Essenwein, architetto e storico dell'arte tedesco (n. 1831)
- 13 ottobre - Felix von Thümen, botanico e micologo tedesco (n. 1839)
- 14 ottobre - Peter Nicolai Arbo, pittore norvegese (n. 1831)
- 15 ottobre - Michael Anton Biermer, medico tedesco (n. 1827)
- 18 ottobre - Matteo Liberatore, gesuita, teologo e filosofo italiano (n. 1810)
- 18 ottobre - Francesco Montefredini, scrittore e storico italiano (n. 1827)
- 21 ottobre - Anne Charlotte Leffler, drammaturga e attivista svedese (n. 1849)
- 23 ottobre - Abdyl Frashëri, politico, diplomatico e scrittore albanese (n. 1839)
- 23 ottobre - James Innes-Ker, VII duca di Roxburghe, nobile scozzese (n. 1839)
- 23 ottobre - Henri Michel Lavoix, numismatico e bibliotecario francese (n. 1820)
- 23 ottobre - Emin Pascià, medico, naturalista e esploratore tedesco (n. 1840)
- 25 ottobre - Caroline Harrison, first lady statunitense (n. 1832)
- 26 ottobre - Bernhard Windscheid, giurista tedesco (n. 1817)
- 28 ottobre - Lal Behari Day, scrittore e giornalista indiano (n. 1824)
- 28 ottobre - Felix Otto Dessoff, direttore d'orchestra e compositore tedesco (n. 1835)
- 28 ottobre - Prospero Moisè Loria, imprenditore e filantropo italiano (n. 1814)
- 28 ottobre - Gaetano Trezza, scrittore e filologo italiano (n. 1828)
- 29 ottobre - William Michael Harnett, pittore irlandese (n. 1848)
- 30 ottobre - Ol'ga Nikolaevna Romanova, nobile russa (n. 1822)

## Novembre(39)
- 1º novembre - Serafino De Tivoli, pittore e militare italiano (n. 1825)
- 1º novembre - Friedrich von Hellwald, geografo e storico austriaco (n. 1842)
- 2 novembre - Léon d'Hervey de Saint-Denys, linguista, sinologo e traduttore francese (n. 1822)
- 2 novembre - Frederick Schwatka, scrittore e militare statunitense (n. 1849)
- 2 novembre - Don Rocco Vaquer, nobile e politico italiano (n. 1844)
- 3 novembre - Samuel W. Crawford, medico e generale statunitense (n. 1829)
- 3 novembre - Hervé, compositore e cantante francese (n. 1825)
- 3 novembre - Frances Wisebart Jacobs, docente e filantropa statunitense (n. 1843)
- 6 novembre - Afzal ul-Mulk, principe indiano (n. 1867)
- 6 novembre - Juana Manuela Gorriti, scrittrice e giornalista argentina (n. 1819)
- 6 novembre - Wilhelm Maurenbrecher, storico tedesco (n. 1838)
- 9 novembre - George Spencer-Churchill, VIII duca di Marlborough, nobile e ufficiale britannico (n. 1844)
- 10 novembre - Vittore Ottolini, storico, giornalista e scrittore italiano (n. 1825)
- 11 novembre - Mosè Bianchi, pittore italiano (n. 1836)
- 11 novembre - Heinrich Streintz, fisico austriaco (n. 1848)
- 11 novembre - Thomas Adolphus Trollope, scrittore inglese (n. 1810)
- 13 novembre - Ettore Bertolè Viale, generale e politico italiano (n. 1829)
- 13 novembre - Enrico Verjus, vescovo cattolico e missionario italiano (n. 1860)
- 14 novembre - Louis-Florent Gillet, religioso belga (n. 1813)
- 14 novembre - Secondo Polto, politico italiano (n. 1808)
- 15 novembre - Thomas Neill Cream, serial killer britannico (n. 1850)
- 15 novembre - Pierre Louis Charles de Failly, generale francese (n. 1810)
- 15 novembre - Giovanni Battista Paolucci, arcivescovo cattolico italiano (n. 1833)
- 15 novembre - Diniz Dias, ufficiale brasiliano (n. 1825)
- 15 novembre - Miguel de los Santos Álvarez, diplomatico spagnolo (n. 1817)
- 16 novembre - Jules Johannard, attivista francese (n. 1843)
- 19 novembre - Antonio de Torres Jurado, liutaio spagnolo (n. 1817)
- 21 novembre - Afanasij Afanas'evič Fet-Šenšin, poeta, traduttore e scrittore russo (n. 1822)
- 22 novembre - Ermanno Loescher, editore tedesco (n. 1831)
- 24 novembre - Giuseppe Giacomo Alvisi, medico, giornalista e avvocato italiano (n. 1825)
- 25 novembre - Luigi Amabile, medico, storico e politico italiano (n. 1828)
- 26 novembre - Tommaso Celesia di Vegliasco, politico italiano (n. 1820)
- 26 novembre - Charles-Martial-Allemand Lavigerie, cardinale, arcivescovo cattolico e missionario francese (n. 1825)
- 26 novembre - Simone Pacoret de Saint-Bon, ammiraglio e politico italiano (n. 1828)
- 28 novembre - Agostino Burgarella Ajola, imprenditore e patriota italiano (n. 1823)
- 28 novembre - Alfonso Corradi, medico italiano (n. 1833)
- 29 novembre - Gaetano Filangieri, principe di Satriano, nobile, storico dell'arte e collezionista d'arte italiano (n. 1824)
- 30 novembre - Carlo Favetti, politico, scrittore e poeta italiano (n. 1819)
- 30 novembre - Fenton John Anthony Hort, presbitero e teologo irlandese (n. 1828)

## Dicembre(25)
- 2 dicembre - Jason Gould, imprenditore statunitense (n. 1836)
- 2 dicembre - Henry Tibbats Stainton, entomologo inglese (n. 1822)
- 3 dicembre - Ramachandra Vitthala Rao, principe indiano (n. 1850)
- 3 dicembre - Friedrich Wieseler, filologo classico e archeologo tedesco (n. 1811)
- 6 dicembre - Federico Torre, militare, politico e lessicografo italiano (n. 1815)
- 6 dicembre - Ernst Werner von Siemens, imprenditore e ingegnere tedesco (n. 1816)
- 7 dicembre - Joseph-Philibert Girault de Prangey, fotografo e disegnatore francese (n. 1804)
- 7 dicembre - Giovanni Battista Tenani, politico e militare italiano (n. 1831)
- 9 dicembre - Ernst Klimt, pittore austriaco (n. 1864)
- 11 dicembre - Bernard Smith, presbitero irlandese (n. 1812)
- 14 dicembre - Carlo Acquaviva d'Aragona, nobile e politico italiano (n. 1823)
- 14 dicembre - Giuseppe Bozzelli, compositore italiano (n. 1841)
- 15 dicembre - Rocco Camerata Scovazzo, nobile italiano (n. 1812)
- 17 dicembre - George Brayton, ingegnere statunitense (n. 1830)
- 18 dicembre - Salvatore Gangitano, politico italiano (n. 1828)
- 18 dicembre - Richard Owen, biologo e paleontologo britannico (n. 1804)
- 21 dicembre - Crescenzio Scarselli, avvocato e politico italiano (n. 1837)
- 23 dicembre - Paulus Stephanus Cassel, storico, giornalista e teologo tedesco (n. 1821)
- 24 dicembre - Michele Giacchi, avvocato, magistrato e politico italiano (n. 1805)
- 25 dicembre - Nikolaj Vladimirovič Adlerberg, militare e politico russo (n. 1819)
- 27 dicembre - Vincenzo Macaluso, avvocato, giornalista e politico italiano (n. 1824)
- 29 dicembre - Raffaele Casnedi, pittore italiano (n. 1822)
- 30 dicembre - Tore Billing, pittore svedese (n. 1816)
- 30 dicembre - Giuseppe Cocozza, politico italiano (n. 1816)
- 31 dicembre - Henry Baldwin, politico statunitense (n. 1814)

## Senza giorno specificato(38)
- Abd Allah II Al-Sabah, sovrano kuwaitiano (n. 1814)
- Gaston d'Andlau, militare e politico francese (n. 1824)
- Pierre Andrieu, pittore francese (n. 1821)
- Giovanni Andrea Berlam, architetto austriaco (n. 1823)
- Francesco Bertinaria, filosofo italiano (n. 1816)
- Giacomo Brufani, imprenditore italiano (n. 1831)
- Amalia Brugnoli, ballerina italiana (n. 1802)
- Ludovico Cadorin, architetto italiano (n. 1824)
- Ernest Christophe, scultore francese (n. 1827)
- Luigi Da Rios, pittore italiano (n. 1844)
- Alessandro Durini, nobile e pittore italiano (n. 1818)
- Henri Duveyrier, esploratore francese (n. 1840)
- Sorelle Fox, statunitense (n. 1837)
- Constantin Guys, incisore olandese (n. 1802)
- Eduard Herbst, politico austriaco (n. 1820)
- Johannes Heykamp, arcivescovo vetero-cattolico olandese (n. 1824)
- György Klapka, patriota ungherese (n. 1820)
- Pieter Willem Korthals, botanico olandese (n. 1807)
- Vincenzo Lami, pittore e architetto italiano (n. 1807)
- Luigi Lauda, scrittore, poeta e storico italiano (n. 1824)
- Frederick Charles Maisey, militare, archeologo e pittore britannico (n. 1825)
- Veronica Murialdo, pittrice e ceramista italiana (n. 1811)
- Nabíl-i-A`ẓam, storico iraniano (n. 1831)
- José Joaquín Ortiz, pedagogista colombiano (n. 1814)
- Thomas William Parsons, poeta statunitense (n. 1819)
- Pietro Renzi, patriota italiano (n. 1807)
- Andrea Scala, architetto italiano (n. 1820)
- Shida Rinzaburō, fisico e ingegnere giapponese
- Shokuh al-Sultana, sovrana persiana (n. 1838)
- Erik Siboni, compositore danese (n. 1828)
- James Skivring Smith, politico liberiano (n. 1825)
- Adolf Georg Soetbeer, economista tedesco (n. 1814)
- Johan Sverdrup, politico norvegese (n. 1816)
- Marie Tayau, violinista e insegnante francese (n. 1855)
- Domenico Tojetti, pittore italiano (n. 1807)
- Ambrogio Trezzi, politico italiano (n. 1810)
- Yang Banhou, artista marziale cinese (n. 1837)
- Giovanni Zuliani, pittore e incisore italiano (n. 1836)